# Liste der Bodendenkmale in Wallhausen (Helme)
In der Liste der Bodendenkmale in Wallhausen (Helme) sind alle Bodendenkmale der Gemeinde Wallhausen und ihrer Ortsteile aufgelistet. Grundlage ist die Veröffentlichung der Landesdenkmalliste mit Stand vom 25. Februar 2016.  Die Baudenkmale sind in der Liste der Kulturdenkmale in Wallhausen (Helme) aufgeführt.
| Denkmal-ID | Fundart            | Ortsteil   | Bezeichnung            | Zeitstellung | Lage                                                                      | Bemerkungen | Bild |
| ---------- | ------------------ | ---------- | ---------------------- | ------------ | ------------------------------------------------------------------------- | --- | ---- |
| 428300476  | Befestigung > Wall | Wallhausen | Landwehr „Sachsgraben“ | Mittelalter  | 2,0 km östlich vom Ort, längs der Gemarkungsgrenze zu Sangerhausen (Lage) | Etwa 250 m nordöstlich von Martinsrieth, vom Deich der Helme beginnend verläuft der wasserführende Sachsgraben (Landwehr) wird durch die BAB 38 gekreuzt. Im nördlichen Drittel der etwa 3,8 km langen Landwehr zweigt eine weitere Landwehr nach Osten ab. |      |